# BlaBlaCar
BlaBlaCar, 是一个付费的网络拼车平台，下属于Comuto公司。
2015年，BlaBlaCar已拥有两千万用户，是当今世界最大的拼车服务公司之一。

## 运营方式
covoiturage.fr创建于2004年，它是一个连接有意愿共享行程与出行费用的司机和乘客的汽车共享平台 。 司机在线发布他们行程中的闲置座位信息，乘客在线购买座位，行程的平均距离是 330公里。
这一平台的使用在之前的许多年一直是免费的，自2011年开始收费，收费标准为20%的拼车价格。
2016年，BlaBlaCar对每位乘客每趟价格在8欧元及以下的行程收取1.6欧元的服务费，对价格在8欧元和20.8欧元的行程收取20 % 的服务费，对于价格更高的行程收取的比例将会减小。

## 历史
2004年，文森特·卡隆(当时是昂热工程师学校的学生)购买了域名Covoiturage.fr ，并发布了这一网站的第一个版本. 2006年，域名被出售给 弗雷德里克·玛兹拉。 玛兹拉随后成立了Comuto股份有限公司，这一公司后来成为了汽车共享网站的始祖。
2008年八月，Comuto推出了Covoiturage.fr的2.0社区版本，增加了用户评价系统、头像与个人介绍。 Covoiturage.fr 被定位为一个出行网站和一个社群网站的综合体。 到2008年九月,Covoiturage.fr 成为了法国用户人数第一的拼车网站。
2018年11月，BlaBlaCar收購了SNCF旗下的長途客運服務Ouibus，並將之更名為BlaBlaBus。
截止2021年，BlaBlaCar 在22個國家和地區擁有9000 萬用戶，幾乎包括所有歐洲和拉美國家，如：比利時、巴西、克羅地亞、捷克共和國、法國、德國、匈牙利、印度、意大利、盧森堡、墨西哥、荷蘭、波蘭、葡萄牙、羅馬尼亞、俄羅斯、塞爾維亞、斯洛伐克、西班牙、土耳其、烏克蘭和英國。

## 国际业务的扩张

国际业务分布图（2016年）

| 国家     | 网站名                              | 起始日期         |
| -------- | ----------------------------------- | ---------------- |
| 法国     | covoiturage.fr 后更名为BlaBlaCar.fr | 2004年 2013年    |
| 西班牙   | Comuto.es 后更名为BlaBlaCar.es      | 2009年 2012年(?) |
| 英国     | BlaBlaCar.com                       | 2011年六月       |
| 意大利   | BlaBlaCar.it                        | 2012年           |
| 葡萄牙   | BlaBlaCar.pt                        | 2012年           |
| 波兰     | BlaBlaCar.pl                        | 2012年           |
| 荷兰     | BlaBlaCar.nl                        | 2012年           |
| 卢森堡   | BlaBlaCar.fr                        | 2012年           |
| 比利时   | BlaBlaCar.be                        | 2012年           |
| 德国     | BlaBlaCar.de                        | 2013年四月       |
| 乌克兰   | BlaBlaCar.com.ua                    | 2014年一月       |
| 俄罗斯   | BlaBlaCar.ru                        | 2014年一月       |
| 土耳其   | BlaBlaCar.com.tr                    | 2014年九月       |
| 印度     | BlaBlaCar.in                        | 2015一月         |
| 匈牙利   | BlaBlaCar.hu                        | 2015年三月       |
| 克罗地亚 | BlaBlaCar.hr                        | 2015年三月       |
| 塞尔维亚 | BlaBlaCar.rs                        | 2015年三月       |
| 罗马尼亚 | BlaBlaCar.ro                        | 2015年三月       |
| 斯洛伐克 | sk.BlaBlaCar.com                    | 2015年三月       |
| 墨西哥   | BlaBlaCar.mx                        | 2015年四月       |
| 巴西     | BlaBlaCar.com.br                    | 2015年十二月     |

## 批评
对于这一公司也存在许多批评，关于其在这一领域的的主导地位，财务委员会的建立问题以及与最初的概念设计的偏离.

## 注解和参考文献
1. ↑  . 2013-05-27  [2017-11-09]. （原始内容存档于2017-10-13）.
2. ↑  Covoiturage.fr jusqu'en avril 2013[1]
3. ↑  . 2014-08-26  [2017-11-09]. （原始内容存档于2015-05-18）.
4. ↑  .   [2017-11-09]. （原始内容存档于2016-03-05）.
5. ↑  CARON VINCENT - 453 202 699 R.C.S. ANGERS （页面存档备份，存于） - Nom commercial : COVOITURAGE.FR
6. ↑  https://web.archive.org/web/20040903012728/http://www.covoiturage.fr/ (Regarder l'auteur dans la source)
7. ↑  Covoiturage.fr veut faire sauter les freins du partage de voiture （页面存档备份，存于） par L'Expansion
8. ↑  . 美股之家. 2021-06-02  [2021-06-02]. （原始内容存档于2021-06-03）.
9. ↑  Blablacar, le covoiturage tué par la finance et l’appât du gain （页面存档备份，存于）, Blog Mediapart, 20 juin 2014
10. ↑  Covoiturage : Le vrai visage du PDG de Blablacar décrypté dans une interview （页面存档备份，存于）, Blog Mediapart, 11 juillet 2014